# Anchitherium
Anchitherium is een geslacht van uitgestorven paarden, dat zijn oorsprong vond in het Vroeg-Mioceen van Noord-Amerika en zich vervolgens verspreidde naar Europa en Azië, waar het aanleiding gaf tot het geslacht Sinohippus met een groter lichaam. Het was ongeveer zestig centimeter hoog bij de schouder en vertegenwoordigde waarschijnlijk een zijtak van de paardenevolutie die geen moderne afstammelingen heeft achtergelaten. Het geslacht omvat de vier soorten A. aurelianense, A. australis, A. clarencei en A. navasotae, die in het Mioceen wijdverspreid waren over Noord-Amerika, Azië en Europa.
Anchitherium was een drietenig bladetend dier en daarmee een zijtak in de evolutie van de paardachtigen die uiteindelijk zou leiden tot de hedendaagse Equus-soorten. Anchitherium ontwikkelde zich in Noord-Amerika, waarna het dier zich via de Beringstraat verspreidde naar de Oude Wereld. In Noord-Amerika werd Anchitherium ongeveer 15 miljoen jaar geleden verdrongen door de eerste grasetende paarden.
Fossielen van Anchitherium clarenci zijn gevonden in Canada, de Verenigde Staten, Panama, Volksrepubliek China, Kazachstan, Rusland, Turkije, Servië, Oostenrijk, Duitsland, Zwitserland, Frankrijk, Spanje, en Portugal.

## Soorten
De volgende soorten zijn gekend:
- A. alberdiae
- A. aurelianense
- A. australis
- A. castellanum
- A. clarencei
- A. corcolense
- A. cursor
- A. ezquerrae
- A. gobiense
- A. hippoides
- A. matritense
- A. navasotae
- A. parequinum
- A. procerum

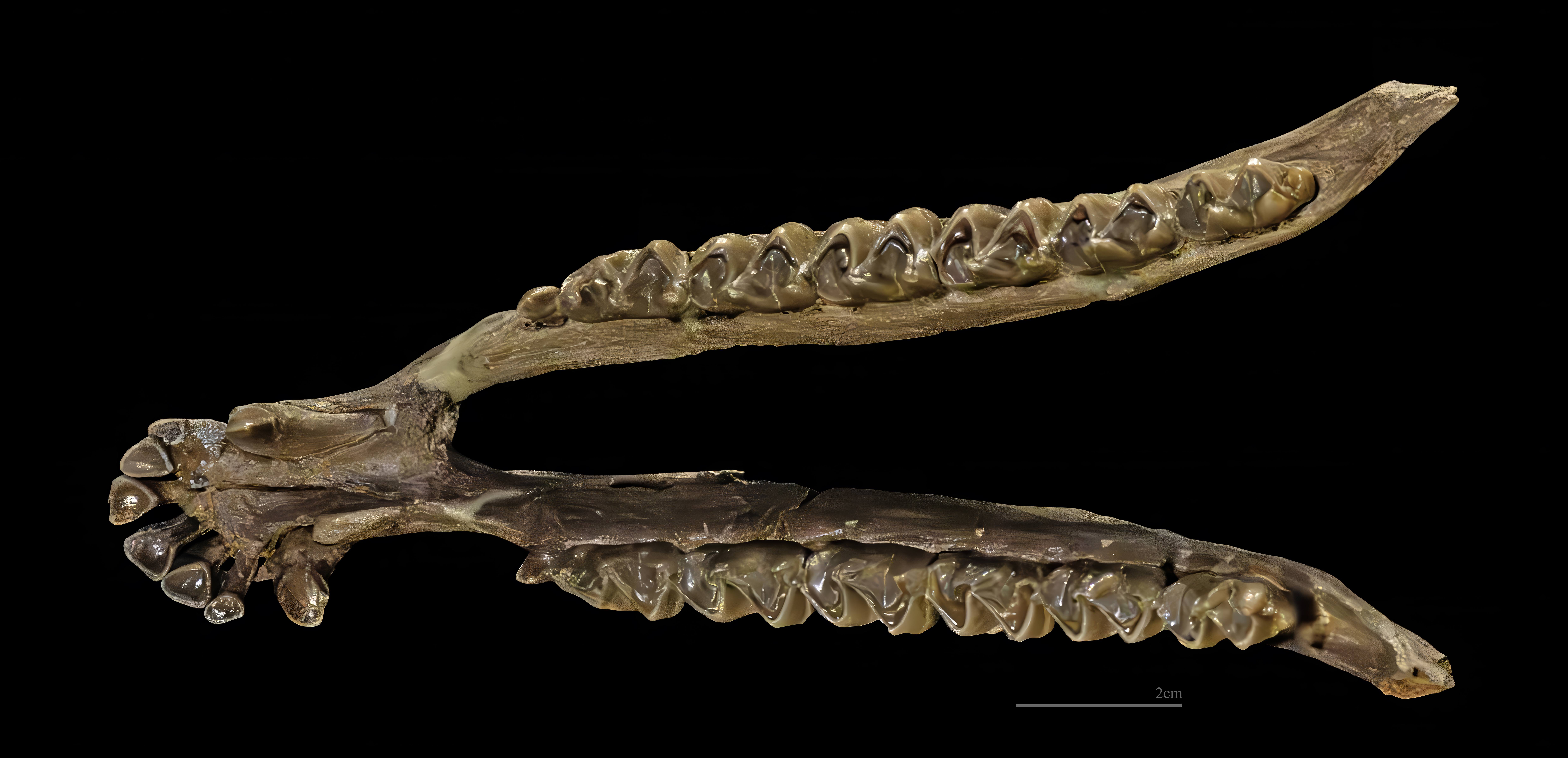
A. aurelianense -  Volledige onderkaak - Burdigalien MHNT